# محمد خربوش
محمد خربوش  (22 يناير 1977 المغرب) هو لاعب كرة قدم مغربي.

## روابط خارجية
- محمد خربوش على موقع الاتحاد الدولي (مؤرشف)  (الإنجليزية)
- محمد خربوش على موقع قاعدة بيانات كرة القدم.إي يو (الإنجليزية)
- محمد خربوش على موقع ناشيونال فوتبول تيمز (الإنجليزية)
- محمد خربوش على موقع عالم كرة القدم.نت (الإنجليزية)
- محمد خربوش على موقع أوليمبيديا (الإنجليزية)